# Kalaït
Kalaït  o Kalait (in arabo كاليت) è un comune del Ciad situato nel dipartimento di Mourtcha, provincia di Ennedi Ovest.
È il capoluogo del dipartimento.